# Březka (Železnice)
Březka (německy Bscheska) je malá vesnice, část města Železnice v okrese Jičín. Nachází se asi 3,5 km na severozápad od Železnice. V roce 2009 zde bylo evidováno 11 adres. V roce 2001 zde trvale žilo 5 obyvatel.
Březka leží v katastrálním území Cidlina o výměře 4,44 km².

## Fotogalerie

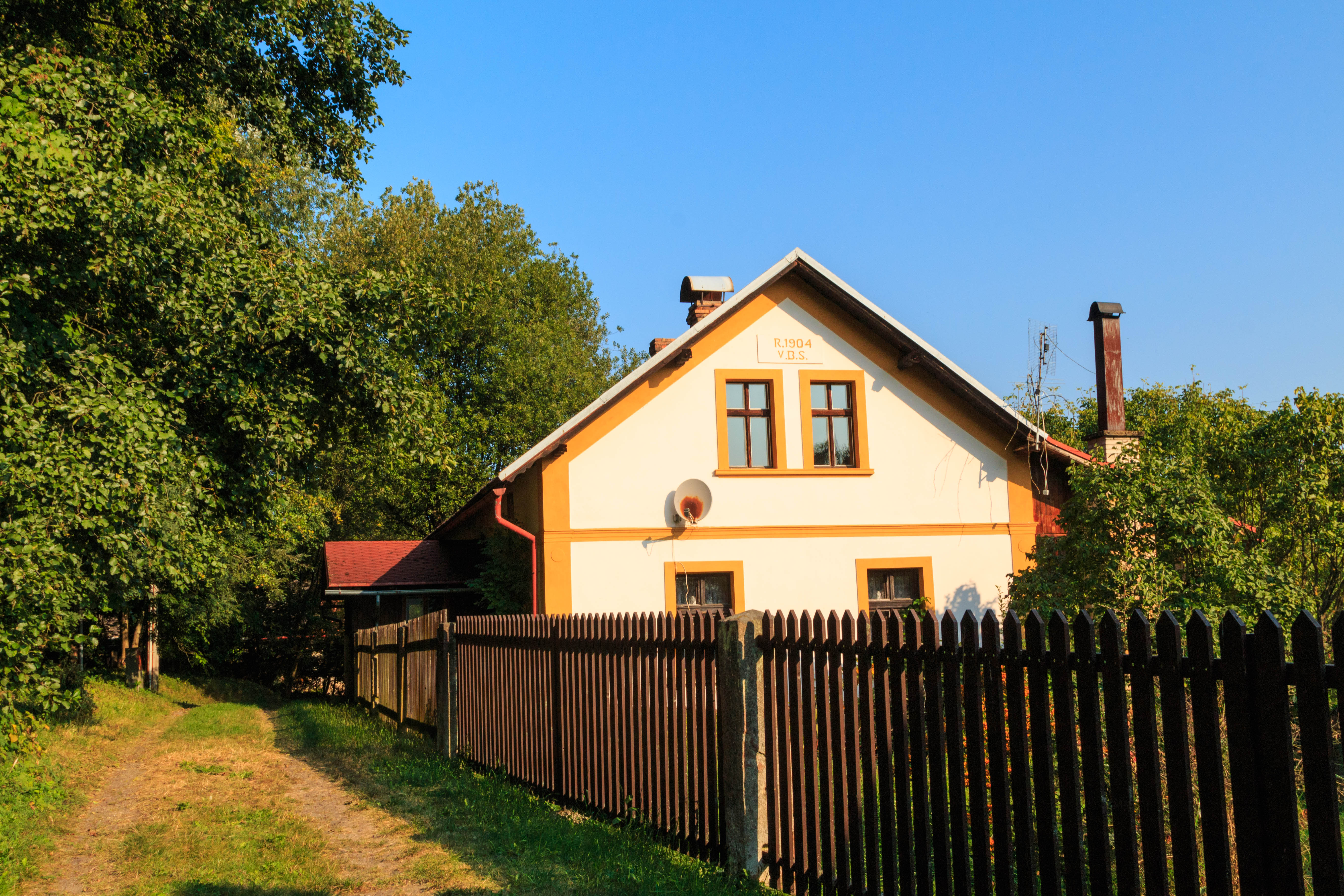
Březka u Železnice - čp. 9
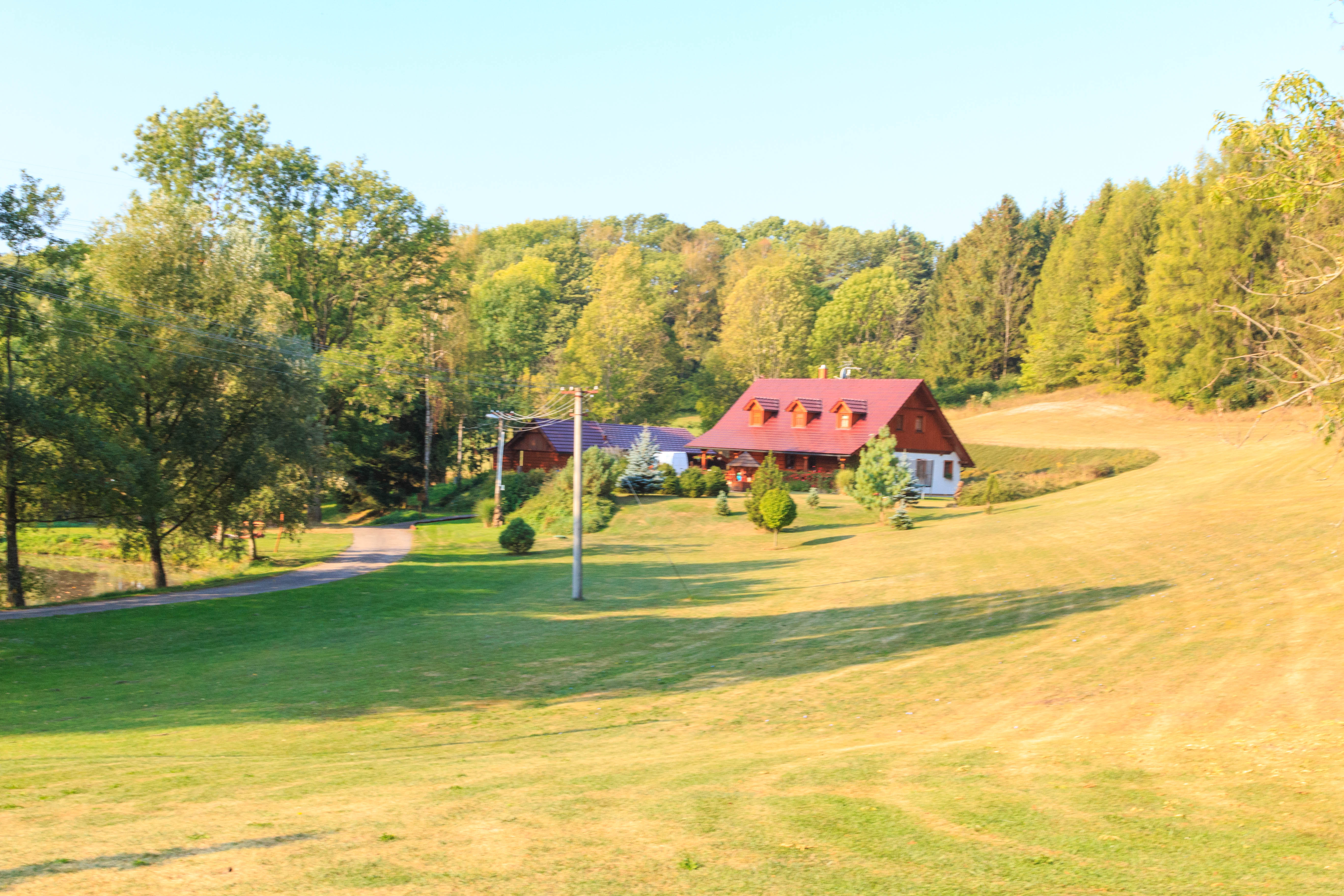
Březka u Železnice - čp. 11
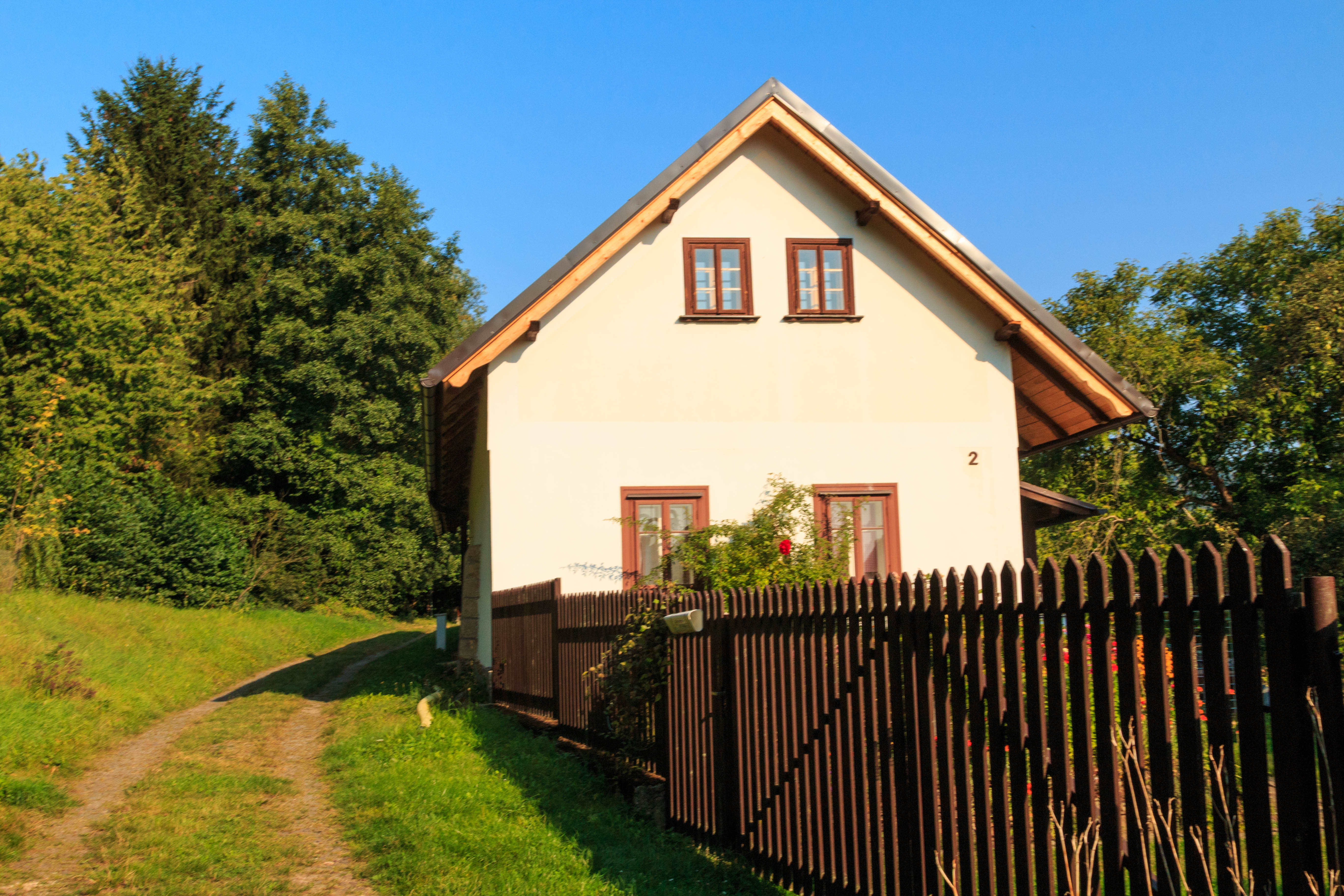
Březka u Železnice - čp. 2
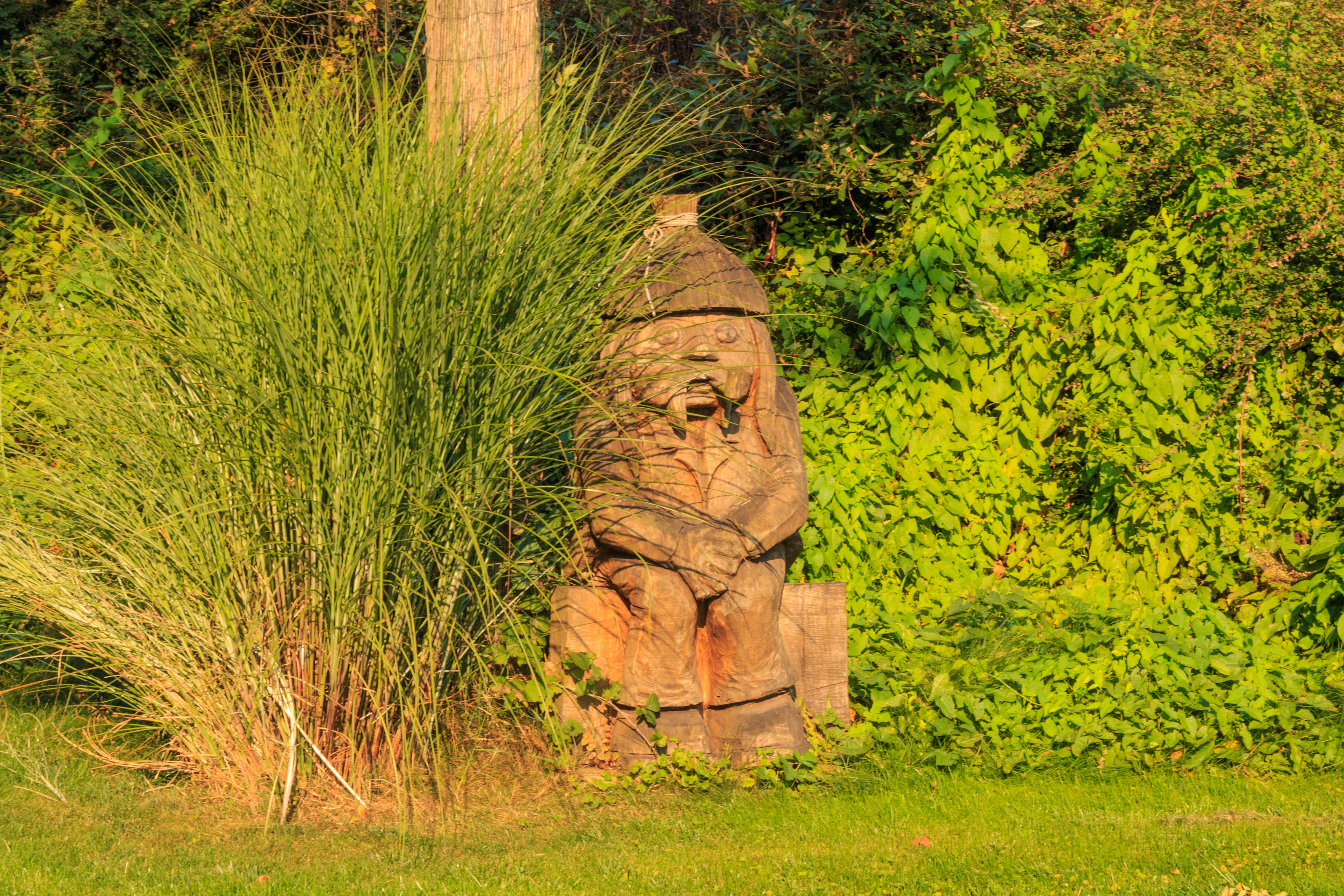
Březecký vodník